# Lamine Ballo
 (juin 2024).
Pour les articles homonymes, voir Ballo.
Lamine Ballo, né le 27 août 2007 à Adzopé, est un footballeur italien qui joue au poste d'arrière droit à l'Inter Milan.

## Biographie

### Carrière en club
Né à Adzopé en Côte d'Ivoire, Lamine Ballo est arrivé en Italie à seulement un an avec sa famille à Castel San Giovanni. Il est formé entre la Cremonese et l'Inter Milan, où il s'illustre d'abord en équipes de jeunes.

### Carrière en sélection
Lamine Ballo est convoqué avec l'équipe d'Italie des moins de 17 ans pour participer au Championnat d'Europe des moins de 17 ans qui a lieu en mai et juin 2024. L'Italie atteint la finale de la compétition après sa victoire face au Danemark (1-0),.

## Palmarès
À venir.